# Gryphaeensandstein-Formation
- Humph.-Fm. = Humphriesioolith-Formation
- L.Bk-Fm = Liegende Bankkalk-Formation
- H.Bk-Fm = Hangende Bankkalk-Formation
- Zm-Fm = Zementmergel-Formation
- S.-Fm = Solnhofen-Formation
- Rö.-Fm = Rögling-Formation
- U.-Fm = Usseltal-Formation
- Mö.-Fm = Mörnshein-Formation
- N.-Fm = Neuburg-Formation
- R.-Fm = Rennertshofen-Formation

Die Gryphaeensandstein-Formation ist eine lithostratigraphische Formation des Süddeutschen Jura. Sie wird von der Bayreuth-, der Bamberg-Formation und z. T. auch noch von der Angulatensandstein-Formation diskordant unterlagert und von der  Numismalismergel-Formation – ebenfalls diskordant – überlagert. In Nordostwürttemberg verzahnt sie sich nach Westen mit der Arietenkalk-Formation und der Obtususton-Formation. Nach Osten keilt sie auf das Vindelizische Land hin aus. Sie erreicht eine Mächtigkeit bis etwa 4 m und wird in das Sinemurium datiert.

## Geschichte
Der Begriff Gryphaeensandstein-Formation wurde von Gert Bloos, Gerd Dietl und Günter Schweigert 2005 für die bisher als „Gryphaeensandstein“ bezeichneten Äquivalente der Arietenkalk- und Obtususton-Formation Jura in Ostwürttemberg und Nordostbayern vorgeschlagen.

## Definition
Die Gryphaeensandstein-Formation besteht aus marinen, meist recht grobkörnigen Kalksandsteinen und grobsandigen Mergeln. Geringmächtige feinkörnige Sandsteine mit Flaserschichtung an der Basis der Formation deuten noch auf intertidale Verhältnisse hin. Belemniten und Ammoniten im oberen Teil der Formation belegen einen vollmarinen Ablagerungsraum. Die Untergrenze ist durch das Einsetzen der grobkörnigen, marine Kalksandstein definiert. die Obergrenze bildet im Westen die Cymbia-Bank, der untersten Bank der Numismalismergel-Formation, im Osten wird diese Bank auch „Blaue Bank“ genannt. In Franken ist häufig am Top der Formation eine etwas härtere Kalksandsteinbank ausgebildet, die sog. Aplanatum-Bank. Die Gryphaeensandstein-Formation erreicht maximal 4 m Mächtigkeit.

## Zeitlicher Umfang und Verbreitungsgebiet
Die Gryphaeensandstein-Formation kann in das Sinemurium datiert werden, allerdings enthält sie erhebliche Schichtlücken, d. h. nur Teile des Sinemuriums sind auch durch Ablagerungen dokumentiert. Sie erstreckt sich von Ostwürttemberg bis nach Nordbayern (Franken und Oberpfalz).

## Fossilführung
Die Formation ist relativ fossilreich. Sie enthält neben Arten der namengebenden Muschelgattung Gryphaea auch Belemniten und Ammoniten. In der Aplanatum-Bank wies Gernot Arp 18 Arten von Muscheln nach.